# An quốc quân
An quốc quân (tiếng Trung: 安國軍) là một liên minh quân phiệt do Trương Tác Lâm đứng đầu, và là nhánh quân đội của Chính phủ Bắc Dương, Trung Hoa Dân Quốc.
Lực lượng này được thành lập vào tháng 11 năm 1926 sau khi Quân phiệt Phụng hệ chiến thắng trong Chiến tranh Phản Phụng, được giao nhiệm vụ chống lại cuộc tiến công của Quốc dân Cách mệnh Quân của Tưởng Giới Thạch, người đã phát động cuộc Bắc phạt vào tháng 6 năm 1926.:3 An quốc quân cũng bao gồm một số tướng lĩnh Quân phiệt Trực hệ, chẳng hạn như Tôn Truyền Phương.:18 An quốc quân đã hứng chịu một loạt thất bại quân sự nghiêm trọng khi đối đầu với quân Tưởng và đồng minh, bao gồm Phùng Ngọc Tường, Lý Tông Nhân và Diêm Tích Sơn. Ở mặt trận phía nam, An quốc quân đã bị đẩy lùi khỏi Giang Tô và Hà Nam sau khi giao tranh ác liệt với Quốc dân Quân và Quốc dân Cách mệnh Quân. Ở mặt trận phía tây, An quốc quân chiến đấu với lực lượng Sơn Tây dưới trướng Diêm Tích Sơn. Sau những thất bại này, các nhà lãnh đạo An quốc quân đã mở một hội nghị vào tháng 6 năm 1927, thành lập một chính phủ quân sự với Trương Tác Lâm là Tổng thống lĩnh và mọi quyền lực quân sự và dân sự đều nằm trong tay ông.
Mặc dù đạt được một vài chiến thắng vào giữa năm 1927 ở Giang Tô và ở Sơn Tây, An quốc quân không thể đánh bại lực lượng Quốc dân Đảng và nhanh chóng rút lui về phía bắc và phía đông Thiên Tân. Sau khi Đạo quân Quan Đông ám sát Trương Tác Lâm vào ngày 4 tháng 6 năm 1928, con trai ông Trương Học Lương đã giải tán An quốc quân, tuyên bố trở cờ, ly khai chính phủ Bắc Dương, gia nhập chính phủ Quốc dân Đảng ở Nam Kinh.

## Bối cảnh

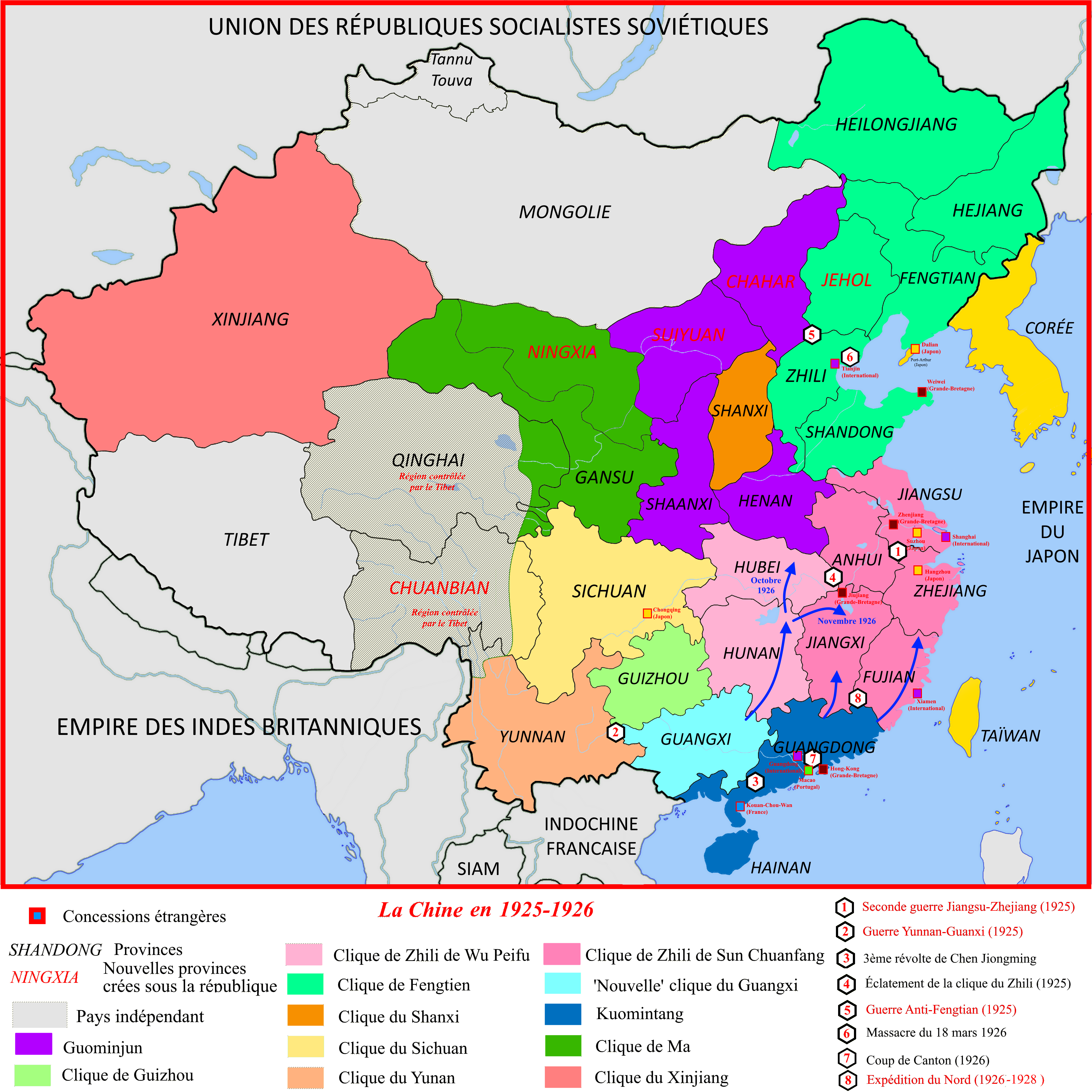
Trung Quốc sau Chiến tranh Trực-Phụng lần thứ 2

Trung Quốc bị chia cắt thành nhiều phe phái khác nhau như một phần của Thời đại quân phiệt từ sau Cách mạng Tân Hợi. Nhiều tỉnh đã trở thành khu vực tự trị dưới sự cai trị của các tướng lĩnh địa phương. Sau Chiến tranh hộ quốc, nền chính trị Trung Quốc đã hoàn toàn vỡ vụn thành một tập hợp các mạng lưới quyền lực trong khu vực, mối thù giữa các phe phái khác nhau ngày càng gia tăng, và chủ nghĩa quân phiệt ra đời.
Quân phiệt Phụng hệ do Trương Tác Lâm, một thủ lĩnh địa phương ở Mãn Châu đứng đầu. Cùng với giới tinh hoa địa phương và các nhân vật quân sự khác ở Mãn Châu, Trương đã thành lập một liên minh đôi bên cùng có lợi, tạo thành xương sống cho phe của ông.:66 Để đối phó với sự thống trị ngày càng tăng của quân phiệt Hoản hệ, Trực hệ và Phụng hệ đã liên minh lại với nhau, đánh đuổi lực lượng quân phiệt Hoản hệ khỏi Bắc Kinh trong Chiến tranh Trực–Hoản, đẩy họ về phía nam và cùng nhau kiểm soát thủ đô.:63–65 Trực hệ liên minh với Phụng hệ chỉ đơn thuần vì lợi ích nhất thời, và chiến tranh Trực-Phụng lần thứ nhất giữa hai bè cánh này sớm nổ ra vào năm 1922, với kết quả là Trực hệ đẩy Phụng hệ về Mãn Châu.
Năm 1924, Đốc quân Giang Tô liên kết với Trực hệ, Tề Tiếp Nguyên, tuyên chiến với Đốc quân Chiết Giang, Lô Vĩnh Tường, thuộc phe Phụng hệ, làm dấy lên một cuộc xung đột mới giữa phe Phụng hệ và Trực hệ, được gọi là Chiến tranh Trực-Phụng lần thứ hai. Điểm then chốt của cuộc xung đột là vào ngày 30 tháng 10 năm 1924, khi Phùng Ngọc Tường trở cờ, ly khai khỏi phe Trực hệ tuyên bố thành lập Quốc dân quân độc lập và liên kết với Phụng hệ trong cuộc chính biến Bắc Kinh.:164–165 Điều này dẫn đến một chiến thắng áp đảo của phe Phụng hệ, loại bỏ bè phái Trực hệ khỏi thủ đô và Tào Côn khỏi chức vụ tổng thống Trung Hoa Dân Quốc. Trương Tác Lâm sau đó lên nắm quyền kiểm soát chính phủ Bắc Dương.:165
Phụng hệ do đó nắm quyền kiểm soát các tỉnh Trực Lệ và Sơn Đông, còn phe quân phiệt Trực hệ tiến về phía nam, nơi Tôn Truyền Phương thiết lập quyền kiểm soát với các tỉnh Chiết Giang, Giang Tô, An Huy, Phúc Kiến và Giang Tây, lập ra đạo quân Ngũ tỉnh liên quân (tiếng Trung: 五省聯軍).:106 Hòa bình mong manh sau Chiến tranh Trực-Phụng lần thứ 2 không kéo dài lâu, vì Phùng Ngọc Tường và Trương Tác Lâm nhanh chóng trở mặt chống lại nhau. Cả hai đều đang tìm kiếm một liên minh với phe Trực hệ, nhưng Ngô Bội Phu, trong một nỗ lực trả thù, đã đứng về phía Trương Tác Lâm trong Chiến tranh phản Phụng.:66 Vào tháng 10 năm 1925, Tôn Truyền Phương bắt đầu tấn công Giang Tô, và Phùng Ngọc Tường bắt đầu cuộc xâm lược Sơn Đông, lúc này thuộc quyền kiểm soát của Trương Tông Xương thuộc phe Phụng hệ. Vào tháng 11 năm 1925, Quách Tông Linh chống lại Trương Tác Lâm, đứng về phía Phùng Ngọc Tường. Vào tháng 1 năm 1926, Trương phát động cuộc tấn công, ra lệnh cho quân đội ở các tỉnh Phụng Thiên và Sơn Đông tấn công Bắc Kinh và Thiên Tân.:103-7
Đến giữa năm 1926, Trương và phe Phụng hệ chi phối phần lớn chính phủ Bắc Dương.:106 Cùng lúc đó, vào tháng 6 năm 1926, Chính phủ Quốc dân, tại Quảng Châu, đã mở cuộc Bắc phạt, gây ra một mối đe dọa nghiêm trọng đối với các nhóm quân phiệt phía bắc, và việc chống lại Quốc dân Đảng nguyên nhân dẫn tới việc thành lập An quốc quân.:3 Trương cũng bị áp lực bởi sự bất ổn của chính phủ ở Bắc Kinh cũng như sự ảnh hưởng của Nhật Bản và Liên Xô. Với việc Phùng bị đuổi ra khỏi Bắc Kinh, và sự sụp đổ của quân đội Ngô Bội Phu sau cuộc tiến công của Quốc dân Cách mệnh Quân ở Hồ Nam và Hồ Bắc vào cuối năm 1926, phe Phụng hệ đã giữ vững vị trí lãnh đạo của chính phủ Bắc Dương và là nhóm quân sự chính ở miền bắc Trung Quốc.:112-13

## Lịch sử

### Thành lập (1926)

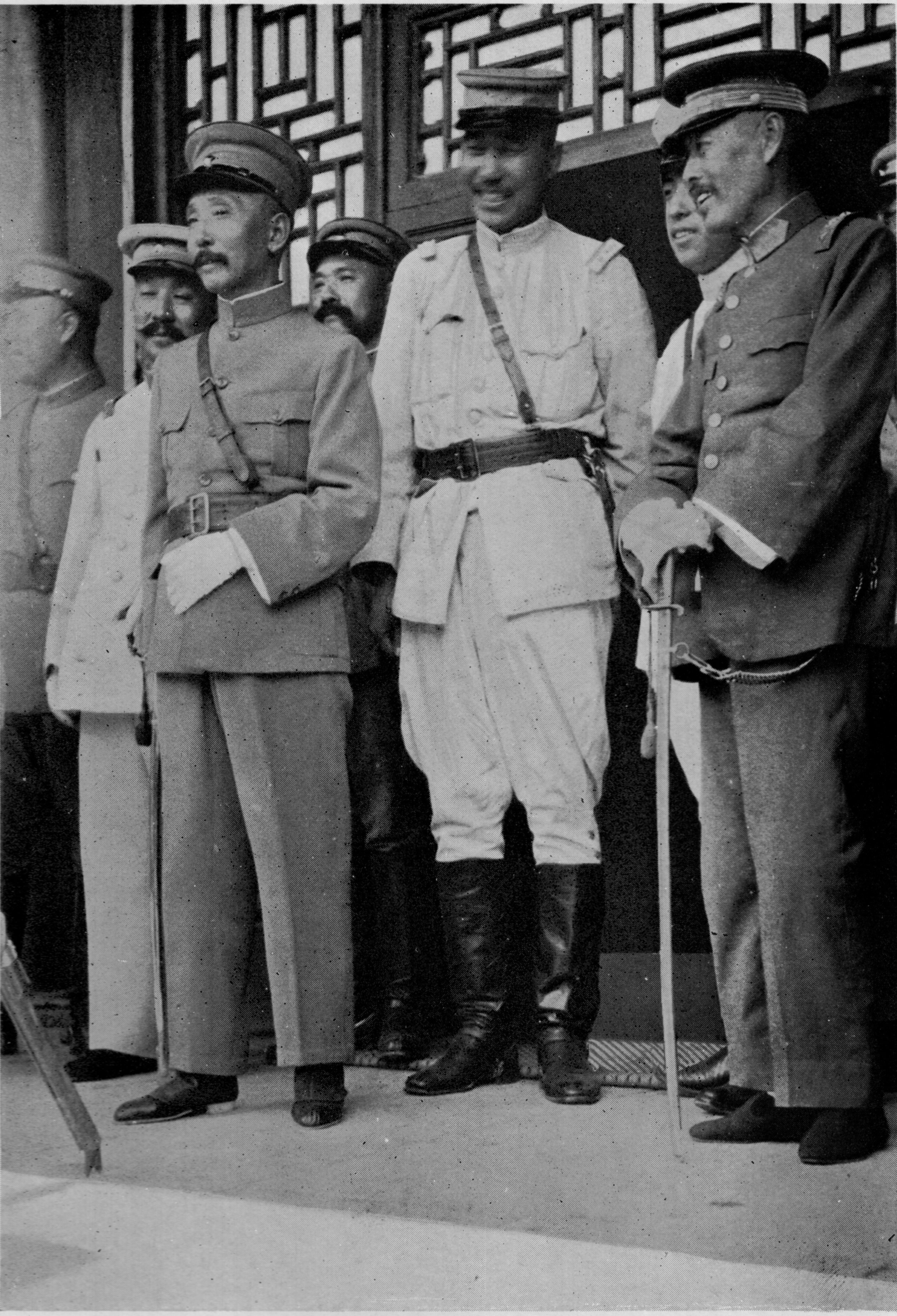
Trương Tác Lâm (trái), Ngô Bội Phu (giữa), Trương Tông Xương (phải), và Trương Học Lương (sau Ngô Bội Phu), tháng 6 năm 1926.

Sau thời kỳ hỗn loạn do hậu quả của Chiến tranh phản Phụng, và sự tan rã của Quốc dân quân và phe Trực hệ ở Bắc Kinh, Trương Tác Lâm đã tập hợp các chỉ huy và quân phiệt không liên kết khác như Tôn Truyền Phương và Diêm Tích Sơn vào tháng 11 năm 1926 để thảo luận về tình hình. Trương tuyên bố thành lập An quốc quân, một quân đội thống nhất do ông làm tổng tư lệnh. Ông chính thức được bầu vào chức vụ tại một hội nghị vào tháng 12 năm 1926.:86 Tôn Truyền Phương và Trương Tông Xương được bổ nhiệm làm phó chỉ huy của lực lượng,và trụ sở được thành lập tại khu vực Phổ Khẩu - Nam Kinh.:96–97 Theo nhà sử học Donald Jordan, cái tên "An quốc quân" bắt nguồn từ "tham gia chiến tranh để đạt được hòa bình", một quan niệm truyền thống trong lịch sử Trung Quốc rằng những vị lãnh tụ vương triều chiến đấu thống nhất đất nước. Vào thời điểm thành lập An quốc quân, Trương Tác Lâm đã thề sẽ cứu Trung Quốc khỏi "mối đe dọa đỏ", tấn công vào Mặt trận thống nhất của Quốc dân Đảng, những người cộng sản Trung Quốc, cũng như Liên Xô và Đệ Tam Quốc tế. An quốc quân vào thời điểm này bao gồm 500.000 người.:96–97

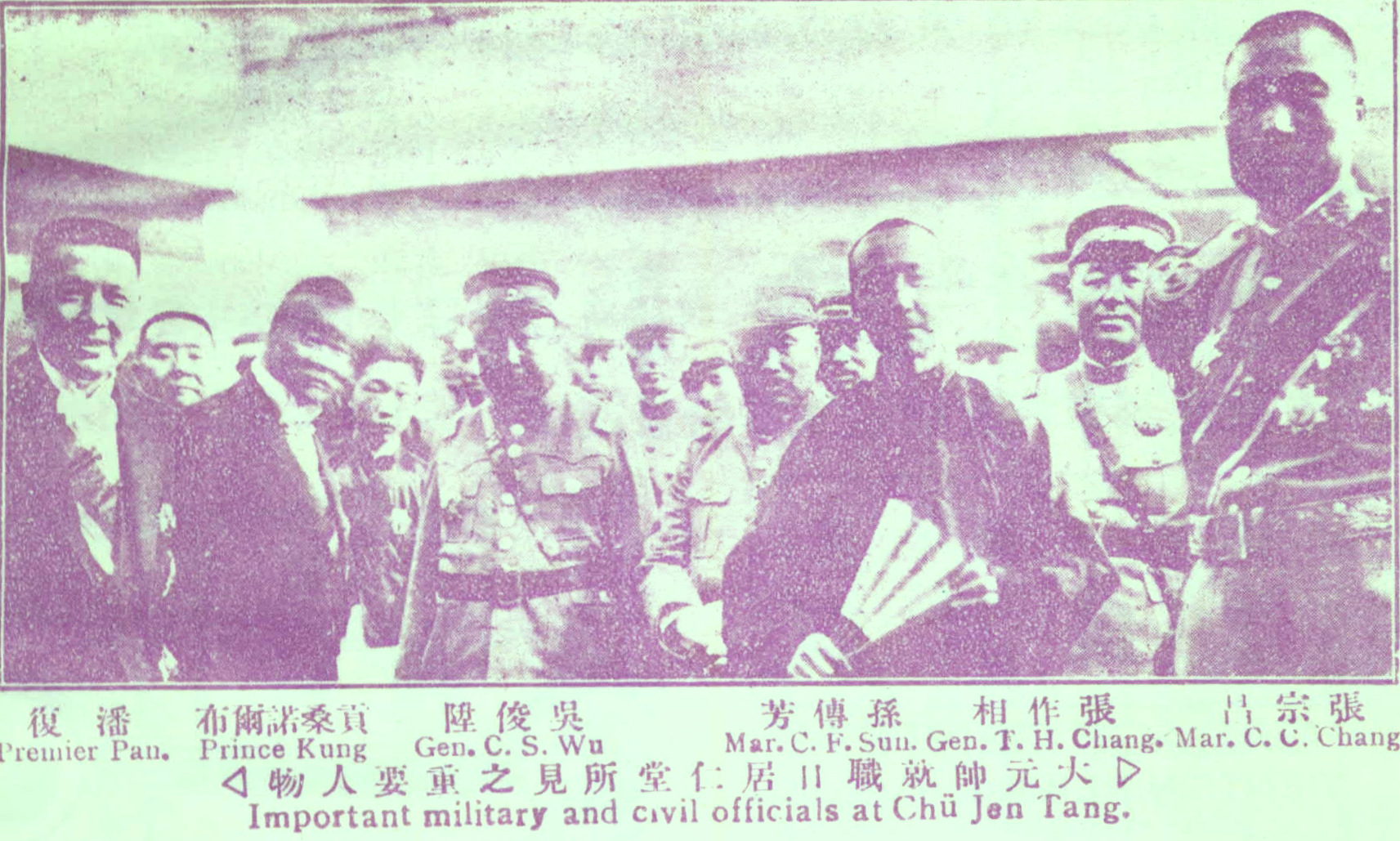
Các tướng lĩnh An quốc quân, từ trái sang phải, Phan Phú, Gungsangnorbu, Ngô Tuấn Thăng, Tôn Truyền Phương, Trương Tác Tương và Trương Tông Xương

Khi An quốc quân được thành lập vào tháng 11 năm 1926, Trương Tác Lâm có hai đồng minh chính. Người đầu tiên là Trương Tông Xương, một chỉ huy phe Phụng hệ và là Đốc quân của tỉnh Sơn Đông, người chỉ huy quân đội Trực Lệ – Sơn Đông trên thực tế. Lực lượng này là sự hợp nhất của quân đội Sơn Đông của Trương và quân đội Trực Lệ của cấp dưới của ông, Trữ Ngọc Phác. Mặc dù quân đội của Trương Tông Xương hùng mạnh và tách biệt khỏi quân Phụng hệ, nhưng Trương Tông Xương vẫn coi mình là thuộc hạ của Trương Tác Lâm. Đồng minh thứ hai của Trương Tác Lâm là Tôn Truyền Phương, một tướng quân phiệt Trực hệ hoạt động ở miền trung Trung Quốc. Sau khi gia nhập An quốc quân, quân đội của ông đã phối hợp với các hoạt động di chuyển của Trương, và sau khi Tôn Truyền Phương bị đuổi khỏi Giang Tô và Chiết Giang vào đầu năm 1927, ông được hỗ trợ bởi phe Phụng hệ. Mặc dù Tôn hoàn toàn phụ thuộc về tài chính vào Phụng hệ, ông vẫn có thể tự đưa ra quyết định có lợi nhất cho mình.:67 Một tướng lĩnh thuộc Trực hệ khác là Ngô Bội Phu cũng được coi là một phần của An quốc quân, nhưng ông không còn quyền lực khi Quốc dân Đảng đánh chiếm tỉnh Hồ Bắc vào cuối năm 1926.
An quốc quân về cơ bản là một phiên bản mới của Đông tam tỉnh bản an ty lệnh, với điểm khác biệt chính là đặt tại Bắc Kinh, chứ không phải Phụng Thiên (nay là Thẩm Dương). Hơn nữa, An quốc quân cố gắng có được sự trung thành của các đội quân lãnh chúa không liên kết với Phụng hệ ở miền bắc Trung Quốc. Các quyết định được đưa ra bởi ban lãnh đạo An quốc quân gồm các thành viên như Trương Tác Lâm, Trương Học Lương, Dương Vũ Đình, Vu Quốc Hàn, Trương Tác Tương, Ngô Tuấn Thăng, Vương Vĩnh Giang, Tôn Truyền Phương và Trương Tông Xương. Ban lãnh đạo này về bản chất là một hội đồng quân sự dưới sự lãnh đạo của Trương Tác Lâm, người lập kế hoạch cho các hoạt động quân sự dựa trên ý kiến của các đồng minh và cấp dưới. Tuy vậy, khi Trương bị thuyết phục mạnh mẽ về vấn đề nào đó, ông có khả năng phớt lờ ý kiến của những người khác.:68-70

### Thất bại ở Hà Nam và Giang Tô (1927)

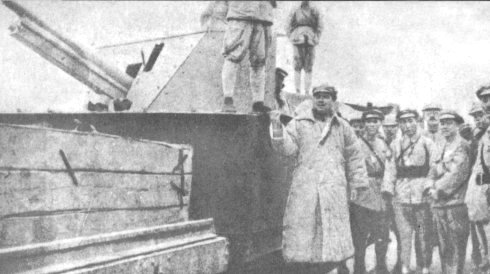
Phùng Ngọc Tường với một chiếc xe bọc thép từ Quân đội Trực Lệ – Sơn Đông

Đầu năm 1927, An quốc quân và Quốc dân Cách mệnh Quân đối đầu ở Hà Nam và Giang Tô. Vào tháng 5 năm 1927, đại diện của quân Nhật Doihara Kenji, đã gửi một thông điệp đến Diêm Tích Sơn, yêu cầu ông thiết lập hòa bình giữa An quốc quân và Quốc dân Cách mệnh Quân và "tiếp quản miền bắc Trung Quốc". Với sự hỗ trợ của Nhật Bản, Diêm Tích Sơn chuyển sang gia nhập Quốc dân Đảng.:120 Trương Tác Lâm tự xưng là Tổng thống lĩnh vào ngày 18 khi các cuộc đàm phán giữa Phụng hệ và Quốc dân Đảng xấu đi,:134 thành lập một chính quyền quân sự. Quốc dân quân cũng tham gia vào trận chiến ở Hà Nam. Lãnh đạo của Quốc dân quân, Phùng Ngọc Tường, đã gia nhập Quốc dân Đảng vào tháng 11 năm 1926, và đang chiến đấu với lực lượng An quốc quân ở Hà Nam vào tháng 12 với tư cách là chỉ huy trưởng Lộ quân Trung tâm cuộc Bắc phạt, lãnh đạo 100.000 lính ở phía tây Hà Nam.:317–8 Quân phiệt Phụng hệ tuyên bố rằng Trương Tác Lâm sẽ được bầu làm chủ tịch chính phủ Bắc Dương sau khi các tỉnh phía bắc sông Dương Tử được bình định. Điều này đã khiến Trương phát động một cuộc tấn công mới ở Hà Nam vào mùa xuân năm 1927, cùng thời điểm một cuộc tấn công chống Tưởng Giới Thạch của Chính phủ Quốc dân Vũ Hán. Trong tháng 5, trong khi 100.000 quân của chính phủ Vũ Hán bị thương, thương vong của quân Phùng Ngọc Tường chỉ là 400. Khi Diêm Tích Sơn và Phùng Ngọc Tường chuyển sang phe chính quyền Nam Kinh của Tưởng Giới Thạch, An quốc quân buộc phải bỏ hai tỉnh Hà Nam và Giang Tô, cũng như bỏ chiến lược tổng quát chung của mình.:121–2 Phùng tiếp tục bắc tiến, chống lại lực lượng An quốc quân vào tháng 7 năm 1927.:319

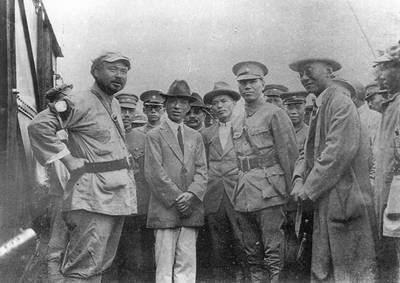
Phùng Ngọc Tường và Tưởng Giới Thạch ở Từ Châu, tháng 6 năm 1927

Hai chiến trường lớn khác của Trung Quốc trong thời kỳ này là Giang Tô, (cụ thể là thành phố Từ Châu) và Sơn Tây. Với việc lực lượng An quốc quân đẩy Quốc dân Cách mệnh Quân khỏi Từ Châu vào tháng 8 năm 1927,:120 Quốc dân Cách mệnh Quân và Quốc dân Quân hợp tác chống lại cuộc tấn công của An quốc quân do Tôn Truyền Phương chi huy trong một nỗ lực cuối cùng nhằm chiếm lại các lãnh thổ ban đầu của mình. Đến tháng 8, tiền tuyến đã dịch chuyển đến phía nam Giang Tô, với việc Quốc dân Cách mệnh Quân bị đẩy đến Nam Kinh, khiến Diêm Tích Sơn quay về trạng thái trung lập. Tuy nhiên, vào cuối tháng 8, lực lượng Tôn Truyền Phương bị đẩy lùi, mất 50.000 quân trong suốt tháng 9. Phùng Ngọc Tường tập trung lực lượng của Giang Tô. Về phía bắc, Trương Tác Lâm giao chiến với Diêm Tích Sơn trên một mặt trận khác. Trước đây, Diêm Tích Sơn đứng ở giữa, có lập trường trung lập về quân sự, mặc dù ủng hộ Quốc dân Đảng (Sơn Tây chính thức gia nhập Quốc dân Đảng vào tháng 4). Tuy nhiên, vào cuối tháng 8 năm 1927, Trương tấn công lực lượng Diêm Tích Sơn ở Thạch Gia Trang, buộc họ phải rút lui về Sơn Tây. Điều này phá vỡ sự cân bằng, và Diêm bắt đầu một cuộc tấn công dọc theo tuyến đường sắt Bắc Kinh-Tuy Viễn vào tháng 10, mở ra một mặt trận giao tranh mới giữa Quốc dân Đảng và An quốc quân.:321

### Suy thoái (1927–1928)

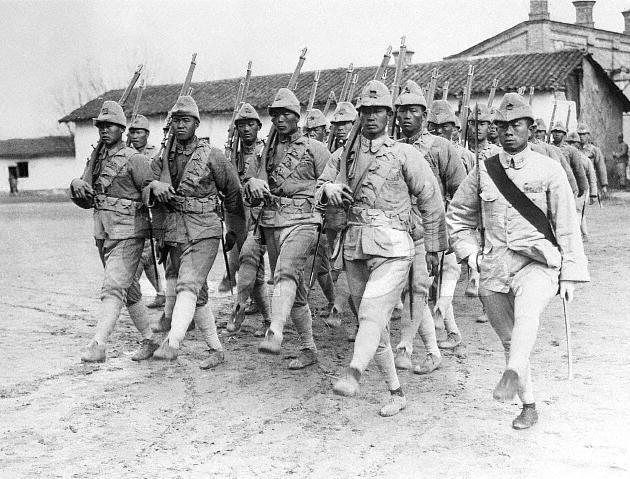
Binh lính dưới trướng Trương Tông Xương vào năm 1927

Chính phủ quân sự của Trương Tác Lâm gần như đã được quốc tế công nhận - Đại sứ Anh tại Trung Quốc Miles Lampson có thiện cảm với nhóm quân phiệt khác khi tình hình quân sự của họ dường như được đi lên vào giữa năm 1927; cuộc giao tranh ở mặt trận Giang Tô dường như đang có lợi cho họ. Đạt được sự công nhận của quốc tế là rất quan trọng đối với chính phủ Bắc Dương, vì điều này sẽ giúp tăng tính hợp pháp của chính quyền và giúp đảo ngược các hiệp ước bất bình đẳng, vốn là một trong những mục tiêu chính của phong trào Quốc dân Đảng khi chống lại các nhóm quân phiệt. Khi Dương Vũ Đình yêu cầu sự giúp đỡ tài chính từ Lampson, Lampson tỏ ra "thân thiện và thông cảm", và gợi ý rằng nhiều điều có thể có thể xảy ra nếu An quốc quân giành chiến thắng. Tuy nhiên, điều này chỉ tồn tại trong thời gian ngắn vì An quốc quân không thể cầm cự đủ lâu để được nước ngoài công nhận. Thất bại của Tôn Truyền Phương ở Giang Tô và thất bại sau đó của Trương Tông Xương trên mặt trận Sơn Đông vào tháng 11 đã xoay chuyển cục diện cuộc chiến, mặc dù An quốc quân có giành được một số chiến thắng ở Sơn Tây vào tháng 9.:133–4
Vào tháng 11 năm 1927, An quốc quân mở một cuộc tấn công mới, chiếm Minh Quang, Phượng Dương, và sau đó là Bạng Phụ, thủ phủ An Huy. Tôn Truyền Phương cố gắng chiếm lại Bạng Phụ bằng cách cắt đứt liên lạc giữa lực lượng Quốc dân Cách mệnh Quân trong thành phố với các lực lượng bên ngoài, nhưng cuối cùng buộc phải rút lui về thung lũng Hoài Hà. Quốc dân Cách mệnh Quân còn tiến xa hơn nữa, chiếm Cố Trấn và đẩy Tôn Truyền Phương về phía bắc Giang Tô. Bỏ qua những khác biệt và bất đồng với Trương Tông Xương, Tôn đã cùng Trương Tông Xương cố gắng đẩy Quốc dân Cách mệnh Quân trở lại. Từ Châu bị bao vây, nhưng Trương Tông Xương và Tôn Truyền Phương đã đáp trả bằng cách cử 60.000 và 10.000 binh sĩ phát động một cuộc tấn công vào tuyến đường sắt vào ngày 12 tháng 12. Mặc dù có sự yểm trợ trên không của Bạch vệ, Nhật Bản và châu Âu, An quốc quân không thể thành công và bị đẩy lùi trong vòng hai ngày.:167 Vào ngày 16 tháng 12 năm 1927, An quốc quân đã bị đẩy ra khỏi Từ Châu.:319 Mặt trận đường sắt Long Hải của Tôn sau đó tan rã và An quốc quân buộc phải rút lui về Sơn Đông.:168
Vào đầu năm 1928, An quốc quân lúc này đã suy yếu nghiêm trọng và đang bị đẩy lùi. Liên quân giữa Tưởng, Phùng, Diêm và Lý Tông Nhân đã bao vây An quốc quân ở phía nam, với binh lính ở Sơn Tây, Hà Nam và nam Sơn Đông. Lực lượng của Diêm đã tấn công phía tây của tuyến đường sắt Bắc Kinh - Thiên Tân vào đầu năm 1928.:319 An quốc quân vẫn có kế hoạch chiếm lại Hà Nam, nhưng không có khả năng làm vậy. Vào giữa tháng 4, Diêm đã có thể đánh đuổi An quốc quân và phát động cuộc phản công của chính mình, đẩy lực lượng này ra khỏi Sóc Châu. Gần một triệu binh sĩ đã tham gia trận chiến dọc tuyến đường sắt nối Sơn Tây với Bắc Kinh. Để đảm bảo đường sắt và pháo binh trên tàu, Phùng và Diêm đã tiến hành một cuộc bao vây vào Thạch Gia Trang, một trung tâm đường sắt lớn, khiến nơi đây thất thủ vào ngày 9 tháng 5. Diêm chiếm Trương Gia Khẩu vào ngày 25 tháng 5, trong khi lực lượng của Phùng tiến quân đến đường sắt Bắc Kinh - Hán Khẩu, buộc An quốc quân phải chia cắt phòng thủ. Vào tháng 4, mặt trận Sơn Đông sụp đổ khi Trương Tông Xương bị đánh bại hoàn toàn. Khi các lực lượng của Quốc dân Cách mệnh Quân đến được Bắc Kinh, Trương đã chỉ đạo 200.000 quân trấn giữ mặt trận phía nam. Phùng bị đẩy lùi từ Bảo Định đến Định Châu, khiến ông không thể tiến quân. Tuy nhiên, ông đã đánh bại An quốc quân ở mặt trận phía đông và ngay lập tức chặn các tuyến đường sắt để cắt đứt việc liên lạc của An quốc quân. Cuối cùng, vào ngày 3 tháng 6, Trương quyết định chuyển tổng hành dinh trở lại Mãn Châu. Chứng kiến tình hình không mấy khả quan của An quốc quân ở Bắc Kinh, Nhật Bản cảm thấy lo lắng về lợi ích Nhật Bản ở Mãn Châu nếu Quốc dân Đảng chiến thắng. Tin rằng Trương sẽ bất hợp tác, các sĩ quan Đạo quân Quan Đông đã đe dọa sẽ chặn không cho Trương Tác Lâm quay trở lại Phụng Thiên nếu thỏa thuận với Quốc dân Đảng. Khi ông đang quay trở lại Mãn Châu, đoàn tàu của ông đã bị cho nổ tung vào ngày 4 tháng 6 năm 1928 trong cái gọi là Sự kiện Hoàng Cô Truân.:135

### Giải thể (1928)

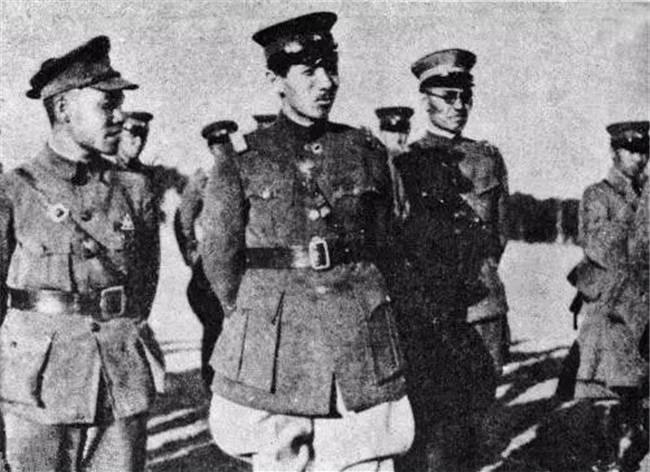
Trương Học Lương (giữa) và thuộc cấp

Sau cái chết của Trương Tác Lâm, con trai của ông, Trương Học Lương, lên nắm quyền. Dương Vũ Đình chịu trách nhiệm hoàn toàn về chiến lược quân sự của An quốc quân, hiện đã suy yếu đáng kể. Ông đảm nhận vai trò Tổng tư lệnh Đông tam tỉnh bản an ty lệnh vào tháng 7 năm 1928. Mặc dù có vẻ ủng hộ đứng về phía Nam Kinh, ông tin rằng liên minh Phụng hệ-Quốc dân Đảng sẽ không kéo dài và khuyên Trương Học Lương giữ phòng tuyến phía đông Sơn Hải quan và Nhiệt Hà, cũng như yêu cầu Trương Học Lương tập hợp tàn dư của quân của Tôn Truyền Phương và Trương Tông Xương ở khu vực giữa Đường Sơn và Sơn Hải quan. Dương Vũ Đình muốn tận dụng những bất đồng và đấu đá nội bộ trong nội bộ Quốc dân Đảng để chuẩn bị cho sự trở lại của An quốc quân.:136
Khi Dương Vũ Đình ngày càng trở nên mạnh hơn, Trương Học Lương ngày càng nghi ngờ ông, lo lắng rằng ông nhờ Nhật Bản lật đổ mình. Bên cạnh đó, dù chính thức là cấp dưới của Trương Học Lương, Dương Vũ Đình thường không nghe theo mệnh lệnh hoặc khuyến nghị từ y. Vì vậy, Trương Học Lương đã ra lệnh xử tử Dương và Đốc quân Hắc Long Giang là Thường Âm Hòe, từ đó kết thúc sự kiểm soát của nhóm sĩ quan từng theo học tại Trường Sĩ quan Lục quân Lục quân Đế quốc Nhật Bản, cho phép ông toàn quyền kiểm soát Phụng hệ và An quốc quân.:136–7 Ông sau đó gửi một bức điện đến Nam Kinh, giải thích cho việc hành quyết này.
Trương Học Lương quyết định cắt giảm lực lượng Phụng hệ và vốn cho Công xưởng Phụng Thiên để khắc phục tình hình tài chính. Ông đã giải tán hoàn toàn An quốc quân, chỉ có lực lượng của Vu Học Trung chuyển sang Phụng hệ, trong khi phần còn lại gộp vào lực lượng Quốc dân Cách mệnh Quân hoặc quân đội Sơn Tây.:137 Nhiều tàn quân An quốc quân ở phía đông Thiên Tân đã bị xóa sổ vào tháng 9 năm 1928.
Vào cuối cuộc Bắc phạt, chính phủ Quốc dân Đảng ở Nam Kinh bắt đầu được quốc tế công nhận là chính phủ hợp pháp của Trung Quốc. Tuy nhiên, điều này đã làm suy yếu sự hiện diện và vị thế của quân đội Trung Quốc ở Mãn Châu. Trương Học Lương, kế vị cha mình, đã đưa ra quyết định đàm phán với các nhà lãnh đạo ở Nam Kinh để được công nhận. Tuy nhiên, Nam Kinh đã quyết định rằng An quốc quân phải bị giải tán hoàn toàn, dẫn đến sự kiện đổi cờ Đông Bắc. Từ đó, các lãnh chúa địa phương bắt đầu thống trị Mãn Châu; người dân các tỉnh phía đông bắc phải chịu đựng tình trạng rối loạn xã hội ngày càng gia tăng, và chính quyền Trung Quốc trong khu vực sụp đổ, mở đường cho cuộc xâm lược của Nhật Bản năm 1931 sau Sự kiện Phụng Thiên.:93

## Cấu trúc

### Cấp chỉ huy
Học viện Quân sự 3 tỉnh miền Đông đã đào tạo 7,971 sĩ quan từ năm 1919 đến năm 1930. Những sĩ quan này đã tạo thành xương sống của cơ quan cấp cơ sở trong cơ cấu chỉ huy quân sự của An quốc quân. Đứng đầu là những sinh viên tốt nghiệp Học viện Quân sự Bảo Định, những người cũng từng là giảng viên tại Học viện Quân sự 3 tỉnh miền Đông.:73
Chỉ huy của Phụng Thiên gần như toàn gồm những người từng học tại Trường Sĩ quan Lục quân Đế quốc Nhật Bản như Dương Vũ Đình, từng giữ chức Tham mưu trưởng và người đứng đầu Công xưởng Phụng Thiên. Những người này được gọi chung là phe Shikan. Phe này chiếm thế thượng phong trước nhóm những người học tại Trường Tham mưu Bắc Kinh,:66 đứng đầu bởi Quách Tông Linh. Quách đã nổi dậy vào năm 1925, làm suy giảm nghiêm trọng uy tín và ảnh hưởng của cự sinh Trường Tham mưu Bắc Kinh. Sau khi Quách chết, Trương Tác Lâm đứng đầu phe từng học ở Trường Tham mưu Bắc Kinh.

### Thành phần
Đến năm 1927, Phụng hệ có khoảng 8 trung đoàn súng. Tình báo Mỹ cho biết Phụng hệ cũng có bảy trung đoàn súng trường 77mm với 420 khẩu (36 khẩu cho mỗi trung đoàn, 12 khẩu cho mỗi tiểu đoàn) cũng như một trung đoàn gồm 24 khẩu pháo 150mm. Quân Phụng hệ có khoảng 220.000 người vào năm 1928. Lực lượng của Tôn Truyền Phương có 200.000 người vào năm 1927, mặc dù hai sư đoàn trong số đó đã đào tẩu sang Quốc dân Cách mệnh Quân. Khi phòng thủ sông Dương Tử, Tôn Truyền Phương có 70.000 quân, chia thành 11 sư đoàn và 6 lữ đoàn hỗn hợp. Việc tiếp cận trang thiết bị rất hạn chế đến mức một số binh sĩ được trang bị giáo thay vì súng. Tại trận Long Đàm, gần Nam Kinh, quân của Tôn Truyền Phương tổn thất 30.000 người, cùng với 35.000 súng trường và 30 pháo dã chiến rơi vào tay Quốc dân Cách mệnh Quân. Sau trận chiến, lực lượng của Tôn chỉ còn lại 10.000 người.
Quân đội Trực Lệ – Sơn Đông (tuyển từ nam giới trưởng thành các tỉnh Trực Lệ và Sơn Đông) bao gồm 150.000 người và 165 khẩu pháo vào năm 1927. Ngoài ra còn có 4.000 lính đánh thuê Bạch vệ, và 2.000 trẻ em trai (tuổi trung bình khoảng 10) do một trong những con trai của Trương Tông Xương lãnh đạo. Những đứa trẻ này được cấp những khẩu súng trường ngắn đặc biệt. Quân đội Trực Lệ – Sơn Đông cũng được báo cáo rằng có 160 khẩu pháo dã chiến, dù trong đó 40 khẩu bị hỏng.

## Tuyên truyền

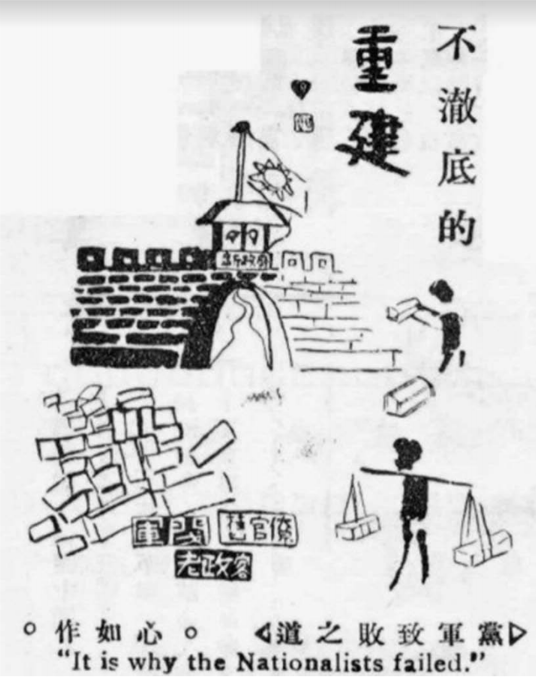
Một tấm poster từ Bắc Dương họa báo, xuất bản ngày 27 tháng 8 năm 1927, công kích sự "tái thiết không hoàn chỉnh" của Quốc dân Đảng, viện dẫn đó là lý do tại sao họ "thất bại". Các bức tường của Quốc dân Đảng đang đổ nát vì sử dụng gạch của các "lãnh chúa", "các quan chức cũ" và "các chính trị gia cũ".

Trương Tác Lâm, vì thấy mình thiếu quyền lực chính trị, nên tự phong là Tổng thống lĩnh, chứ không phải là Tổng thống như Tôn Trung Sơn, kể từ khi thành lập chính phủ quân sự năm 1927. Do đó, ông thường xuất hiện trong quân phục hơn là trong trang phục dân sự. Các khẩu hiệu ủng hộ An quốc quân phổ biến bao gồm: "Cầu mong Trung Hoa Dân Quốc trường tồn ngàn năm", "Xóa bỏ bạo lực tại quê nhà" và "Chống ngoại xâm". An quốc quân tự cho mình giống như những người mang lại hòa bình và trật tự cho Trung Quốc, đối lập với lực lượng của Quốc dân Đảng, cũng như những người Xô viết và cộng sản ủng hộ họ.:85–6
Ngoài ra, tuyên truyền của An quốc quân mô tả con trai của Trương Tác Lâm, Trương Học Lương, "Ánh sáng phương Bắc", là một người con trẻ tuổi và yêu nước của Trung Quốc. Những bài tuyên truyền cố gắng dung hòa lý tưởng của Trương Tác Lâm và Trương Học Lương với những lý tưởng của Tôn Trung Sơn bằng cách nói rằng họ tán thành Chủ nghĩa tam dân.:86 Trương Học Lương thường được mặc một bộ đồ kiểu Tây để thể hiện sự tinh tế của mình. Ông cũng được miêu tả là người kế vị Tôn Trung Sơn.:87
Về các tướng lĩnh An quốc quân, tuyên truyền miêu tả họ là những người đàn ông đáng kính và chân chính; bắt nguồn từ mối quan hệ với những nhân vật quan trọng, xuất thân đa dạng, kỹ năng và quyết tâm đánh đuổi ảnh hưởng của nước ngoài của họ.:87–88

## Trích dẫn
1. 1 2 3 4 5 6 7 8 9 10 11 12 13 14 15 16 17 18 19 20 21 22 23 24 25 26  Chi Man Kwong (ngày 28 tháng 2 năm 2017). War and Geopolitics in Interwar Manchuria: Zhang Zuolin and the Fengtian Clique during the Northern Expedition. BRILL. ISBN 978-90-04-34084-8.
2. ↑  Edward Allen McCord (1993). The Power of the Gun: The Emergence of Modern Chinese Warlordism. University of California Press. tr. 205–9. ISBN 978-0-520-08128-4.
3. 1 2 3  Christopher R. Lew; Edwin Pak-wah Leung (ngày 29 tháng 7 năm 2013). Historical Dictionary of the Chinese Civil War. Scarecrow Press. ISBN 978-0-8108-7874-7.
4. ↑  Tjio Kayloe (ngày 15 tháng 9 năm 2017). The Unfinished Revolution: Sun Yat-Sen and the Struggle for Modern China. Marshall Cavendish International Asia Pte Ltd. tr. 341. ISBN 978-981-4779-67-8.
5. ↑  Anthony B. Chan (ngày 1 tháng 1 năm 2011). Arming the Chinese: The Western Armaments Trade in Warlord China, 1920-28, Second Edition. UBC Press. ISBN 978-0-7748-1992-3.
6. 1 2  Bruce A. Elleman (2005). Modern Chinese Warfare, 1795-1989. Routledge. ISBN 1134610092.
7. ↑  Arthur Waldron (ngày 16 tháng 10 năm 2003). From War to Nationalism: China's Turning Point, 1924-1925. Cambridge University Press. ISBN 978-0-521-52332-5.
8. 1 2  United States. Department of State (1926). Papers Relating to the Foreign Relations of the United States. U.S. Government Printing Office. tr. 659.
9. 1 2  Jordan, Donald (1976). The northern expedition : China's national revolution of 1926-1928. Honolulu: University Press of Hawaii. ISBN 978-0-8248-8087-3. OCLC 657972971.
10. ↑  Zhanchen Mi (1981). The life of General Yang Hucheng. Joint Pub. Co. tr. 39. ISBN 978-962-04-0099-5.
11. ↑  Andrew P. Dunne (1996). International Theory: To the Brink and Beyond. Greenwood Publishing Group. tr. 141. ISBN 978-0-313-30078-3.
12. 1 2  Jeffrey S. Dixon; Meredith Reid Sarkees (ngày 18 tháng 9 năm 2015). A Guide to Intra-state Wars: An Examination of Civil, Regional, and Intercommunal Wars, 1816-2014. SAGE Publications. tr. 482. ISBN 978-1-5063-0081-8.
13. 1 2 3 4 5  "The Winning Over of the Big Warlords: Feng and Yen.” The Northern Expedition: China's National Revolution of 1926–1928, by DONALD A. JORDAN, University of Hawai'i Press, Honolulu, 1976, pp. 316–322. JSTOR, www.jstor.org/stable/j.ctv9zck3k.36. Retrieved 21 January 2020.
14. ↑  Hsi-sheng Chi (1969). The Chinese Warlord System: 1916 to 1928. American University, Center for Research in Social Systems. tr. 48.
15. 1 2  The September Government and the Northern Expedition. The Northern Expedition: China's National Revolution of 1926–1928, by DONALD A. JORDAN, University of Hawai'i Press, Honolulu, 1976, pp. 164–172. JSTOR, www.jstor.org/stable/j.ctv9zck3k.21. Retrieved 22 January 2020.
16. ↑  The Peking Campaign: Completion of the Military Unification. The Northern Expedition: China's National Revolution of 1926–1928, by DONALD A. JORDAN, University of Hawai'i Press, Honolulu, 1976, pp. 186–194. JSTOR, www.jstor.org/stable/j.ctv9zck3k.23. Retrieved 22 January 2020.
17. ↑  Wang, Ke-wen (1998). Modern China: An Encyclopedia of History, Culture, and Nationalism. Taylor & Francis. tr. 454. ISBN 978-0-419-22160-9.
18. 1 2 3  Mayumi Itoh (ngày 3 tháng 10 năm 2016). The Making of China's War with Japan: Zhou Enlai and Zhang Xueliang. Springer. tr. 74. ISBN 978-981-10-0494-0.
19. ↑  The Chinese Students' Monthly. Chinese Students' Alliance. 1928. tr. 241.
20. ↑  Rana Mitter; University Lecturer in History and Politics of Modern China Rana Mitter (ngày 2 tháng 12 năm 2000). The Manchurian Myth: Nationalism, Resistance, and Collaboration in Modern China. University of California Press. tr. 28. ISBN 978-0-520-22111-6.
21. ↑  Robert L. Jarman (2001). China Political Reports 1911-1960. Archive Editions. tr. 177. ISBN 978-1-85207-930-7.
22. ↑  Tony Jaques (2007). Dictionary of Battles and Sieges: P-Z. Greenwood Publishing Group. tr. 1016–. ISBN 978-0-313-33539-6.
23. 1 2  United States. War Dept. General Staff (1978). United States military intelligence [1917-1927]. Garland Pub. tr. 13. ISBN 978-0-8240-3025-4.
24. 1 2  Philip Jowett (ngày 20 tháng 11 năm 2013). China's Wars: Rousing the Dragon 1894-1949. Bloomsbury Publishing. tr. 121–2. ISBN 978-1-4728-0673-4.